# Chris Ivory
Christopher „Chris“ Ivory (* 22. März 1988 in Longview) ist ein ehemaliger US-amerikanischer American-Football-Spieler auf der Position des Runningbacks. Er spielte für die New Orleans Saints, die New York Jets, die Jacksonville Jaguars und die Buffalo Bills in der National Football League (NFL).

## Karriere

### College
Ivory spielte College Football für die Washington State University und die Tiffin University. Eingeschränkt durch Verletzungen gelangen ihm in 22 Spielen mit 91 Läufen 534 Yards und vier Touchdowns, sowie 23 Kickoff-Returns von durchschnittlich 22,8 Yards. Als die Trainer, die ihn angeworben hatten, ersetzt wurden, befand er sich nicht mehr auf der Liste der Stammspieler. Im August 2009 wurde Ivory von der Washington State University wegen Verstoßes gegen die Teamregeln entlassen. Er wechselte dann nach Tiffin, Ohio, an das dortige College der Division II (NCAA). Das Team wurde von Dave Walkosky, einem ehemaligen Assistenztrainer der Washington State University, trainiert. In seinem letzten Collegejahr erzielte Ivory 39 Läufe für 223 Yards in fünf Spielen, bevor er aufgrund einer Knieverletzung die Saison beenden musste. Trotz seines kurzen Aufenthalts an der Tiffin University wurde die Leistung und Geschwindigkeit von Ivory von Scouts der NFL bemerkt und er bekam die Chance als erster Spieler von Tiffin den Sprung in die NFL zu schaffen. So wurde ein Scout der New Orleans Saints trotz seiner Verletzungen auf Ivory aufmerksam, nachdem er von den begeisterten Empfehlungen von Walkosky hörte.

### NFL

#### New Orleans Saints
Ivory wurde im NFL Draft 2010 nicht ausgewählt. Er unterschrieb nach der Draft, am 3. Mai 2010, einen Vertrag als Free Agent bei den Saints. Er zeigte gute Leistungen im Trainingslager und während der Preseason, welche er mit einem 76-Yards-Touchdown gegen die San Diego Chargers krönte.

#### New York Jets
Ivory wurde am 26. April 2013 während des Drafts 2013 für einen Viertrundenpick zu den New York Jets getauscht. Er unterschrieb einen Dreijahresvertrag im Wert von 10 Millionen US-Dollar.

#### Jacksonville Jaguars
Am 9. März 2016 verpflichteten die Jacksonville Jaguars Ivory. Er wurde am 23. Februar 2018 von den Jaguars entlassen.

#### Buffalo Bills
Am 6. März 2018 statteten die Buffalo Bills Ivory mit einem neuen Zweijahresvertrag über 5 Millionen Dollar bei einem garantierten Gehalt von 3,25 Mill. Dollar im ersten Jahr aus.